# Leopold Láznička
Leopold Láznička (ur. 7 sierpnia 1920 w Zdziarze, zm. 17 marca 2003 w Pradze) – czechosłowacki lekkoatleta sprinter i trener, medalista mistrzostw Europy w 1946.
Zdobył brązowy medal w sztafecie 4 × 100 metrów na mistrzostwach Europy w 1946 w Oslo. Sztafeta Czechosłowacji biegła w składzie: Mirko Paráček, Láznička, Miroslav Řihošek i Jiří David. Láznička zajął również na tych mistrzostwach 6. miejsce w sztafecie 4 × 400 metrów i odpadł w eliminacjach biegu na 400 metrów.
Zdobył wiele medali w mistrzostwach Czechosłowacji (w tym Czech i Moraw w latach 1939–1944):
- bieg na 100 metrów  – złoto w 1944; brąz w 1941, 1943
- bieg na 200 metrów  – złoto w 1945, 1950; brąz w 1941, 1946, 1949
- bieg na 400 metrów – złoto w 1945, 1946; srebro w 1950
- sztafeta 4 × 100 metrów – złoto w 1947, 1948, 1949, 1950; srebro w 1941, 1942, 1945, 1946; brąz w 1943, 1954
- sztafeta 4 × 200 metrów – srebro w 1951
- sztafeta 4 × 400 metrów – złoto w 1946, 1947, 1948; srebro w 1945
- trójbój sprinterski – złoto w 1944

Czterokrotnie poprawiał rekord Czechosłowacji w sztafecie 4 × 100 metrów do czasu 41,8 s, osiągniętego 15 sierpnia 1947 w Pradze, a raz w sztafecie 4 × 400 metrów czasem 3:18,0 uzyskanym 25 lipca 1949 w Moskwie. Poprawiał również rekordy Czechosłowacji w biegach na 100 jardów (10,0 s w 1950) i na 440 jardów (49,7 s w 1947).
Później pracował jako trener. M.in. pod jego opieką czechosłowacka sztafeta 4 × 100 metrów zdobyła złoty medal na mistrzostwach Europy w 1971 w Helsinkach.